# Levalet
Ne pas confondre avec l'archéologue et historien Daniel Levalet
Levalet, pseudonyme de Charles Leval, né à Épinal en 1988, est un artiste plasticien français qui s'inscrit dans le mouvement du street art (art urbain). 
Il est connu pour ses dessins en noir et blanc peints à l'encre de Chine collés sur les murs. 

## Biographie
Charles Leval grandit en Guadeloupe où il découvre la culture urbaine et les arts plastiques. De retour en métropole il poursuit ses études d'arts visuels à Strasbourg. Il arrive à Paris en 2011 pour passer l'agrégation et commence à coller ses dessins dans les rues dès 2012,. Il est aujourd’hui professeur et enseigne les arts plastiques dans un lycée parisien.
Ses personnages de papier, au langage corporel expressif, interagissent souvent directement avec les lieux dans lesquels ils sont installés et il est rapidement identifié pour le caractère in situ de son travail. Il commence à exposer en galerie dès 2013 et participe depuis à de nombreuses expositions événements en France comme à l'international.

### Projet Odyssée
Il entame en 2019 un projet narratif nommé Odyssée qui se présente comme une bande dessinée dont les cases se déclinent dans la rue, qui donne lieu à un livre en 2023 aux éditions Alternatives.
À ce jour les épisodes du projet sont, par ordre chronologique de décembre 2019 à novembre 2022 :
- Épisode 1 : La lettre
- Épisode 2 : Les adieux
- Épisode 3 : Le départ
- Épisode 4 : L'enrôlement
- Épisode 5 : Le feu de l'inaction
- Épisode 6 : Le déluge
- Épisode 7 : Le déserteur
- Épisode 8 : Dead end
- Épisode 9 : Sortilèges
- Épisode 10 : Résurrection
- Épisode 11 : L'apothicaire
- Épisode 12 : Delirium
- Épisode 13 : Missive
- Épisode 14 : Lost
- Épisode 15 : Trouver la voie
- Épisode 16 : Les autres
- Épisode 17 : Diminué
- Épisode 18 : Sirènes
- Épisode 19 : Rossinante
- Épisode 20 : Cyclope
- Épisode 21 : Retour à l'envoyeur
- Épisode 22 : Home Sweet Home
- Épilogue, Fin

## Expositions et événements

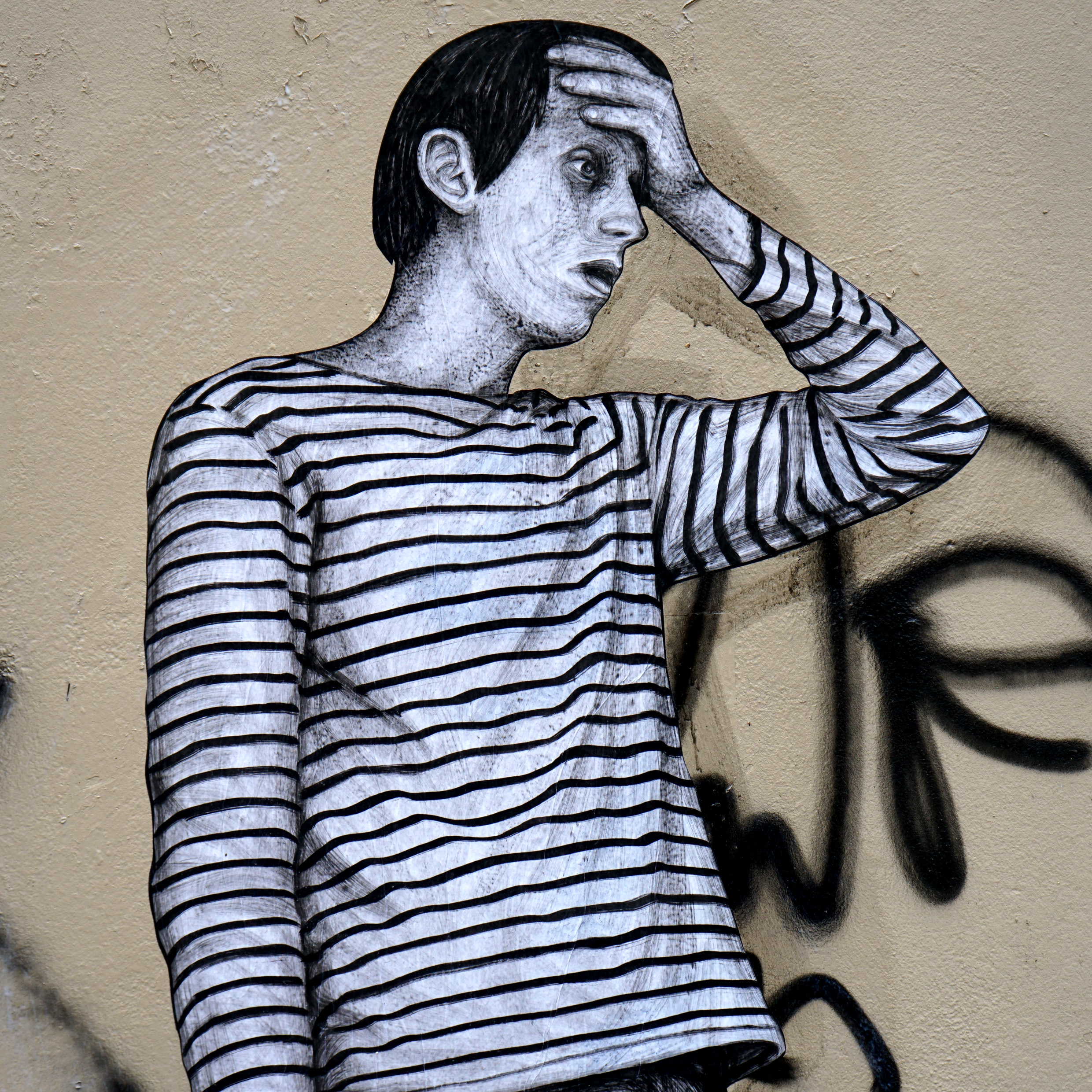
Odyssée, épisode 1 : La lettre, à Paris

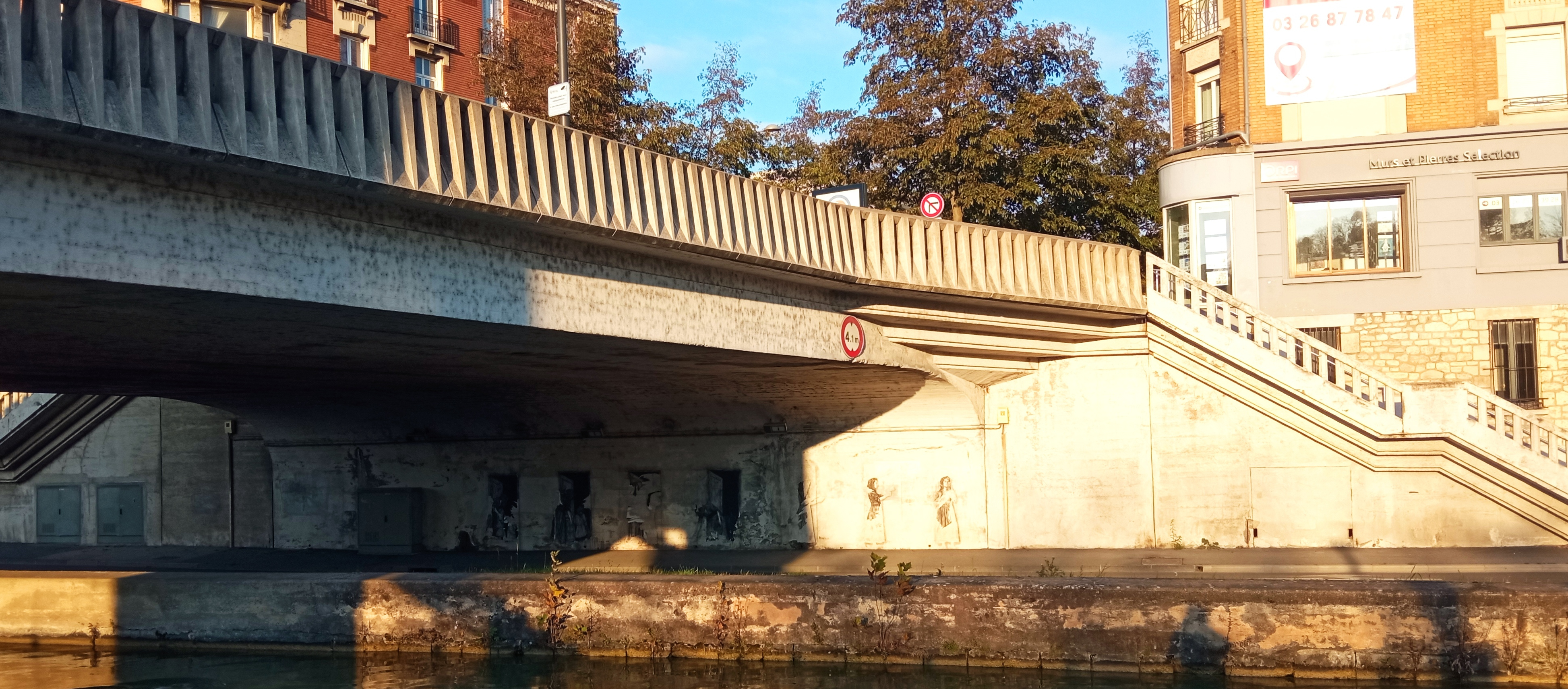
Odyssée, épisode 2 : Les adieux, sous le pont de Vesle

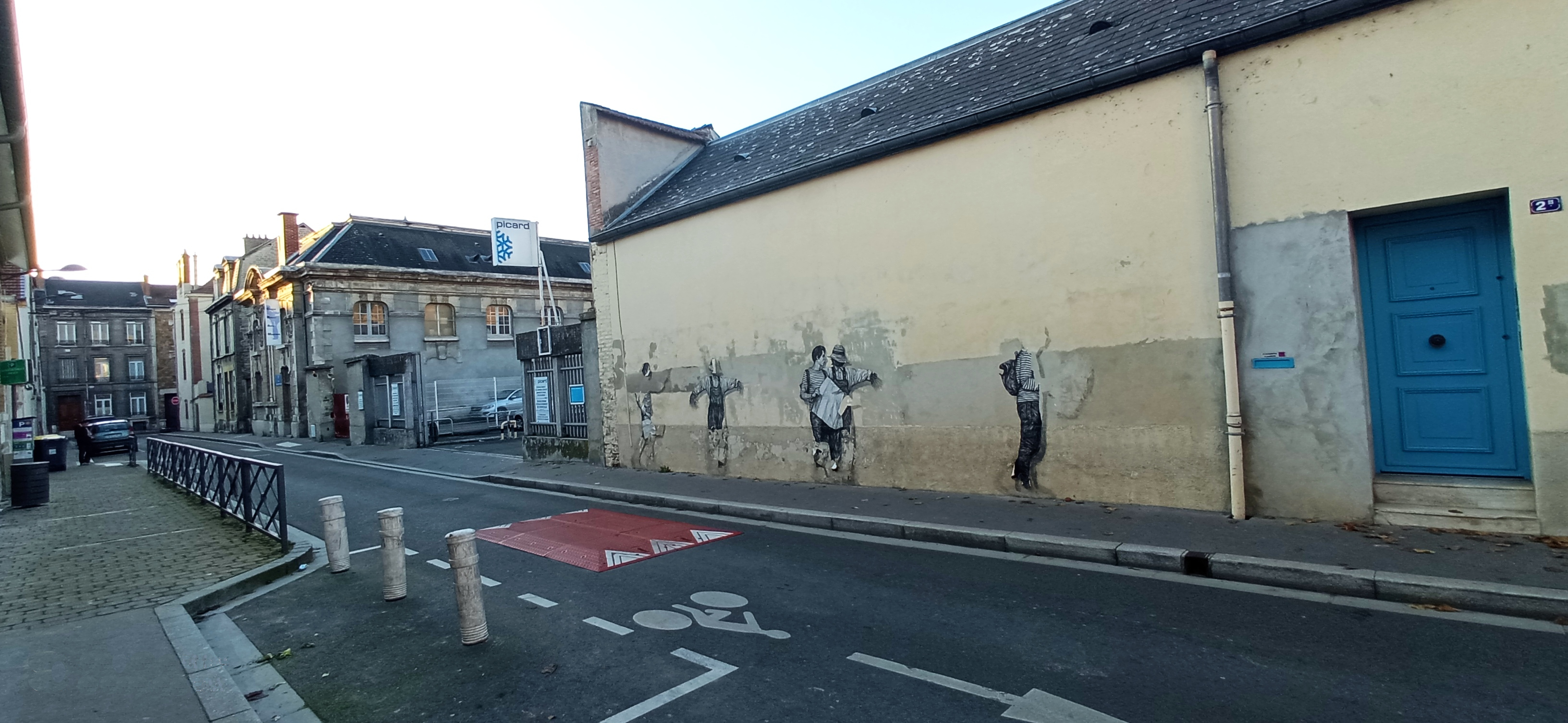
Odyssée, épisode 14 : Lost, rue Delacroix à Reims

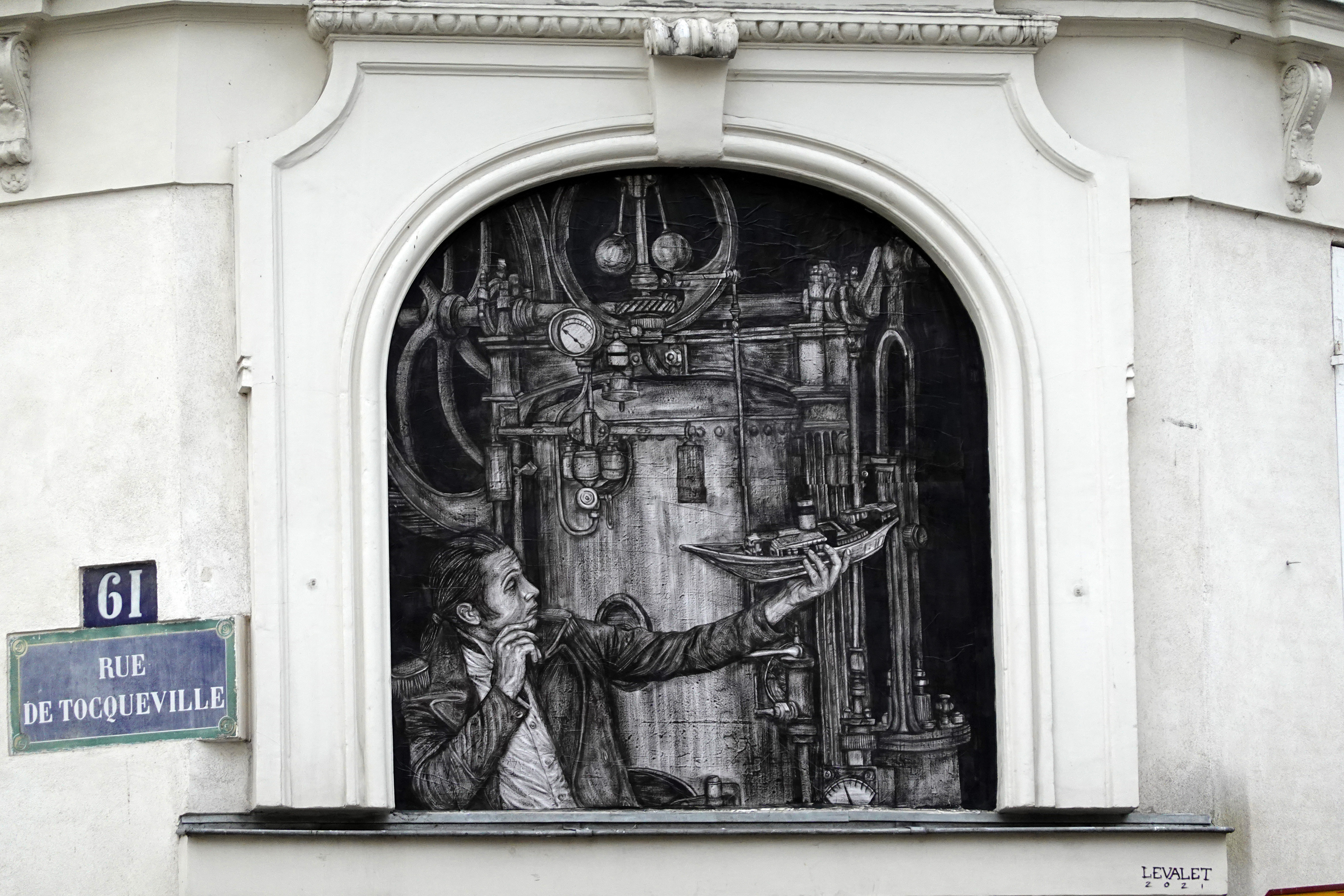
Claude de Jouffroy d'Abbans rue de Tocqueville à Paris

Sauvages Magasins Généraux de Reims.

### Principales expositions et événements personnels
- 2013 :
  - Levalet, scènes de rue., NUNC! Gallery, Paris
  - Tomber la veste (Installation), Les prairies de Paris, Paris
  - Allégories, NUNC! Gallery, Grenoble
  - Coups de sommeil, Le cabinet d'amateur, Paris
- 2014 : Bagages, Le cabinet d'amateur, Paris
- 2015 :
  - One step forward, two steps back, Montana Gallery, Barcelone (Espagne)
  - La chute, Galerie Brugier-Rigail, Paris
  - Crossing, Memorie urbane, Fondi (Italie)[9]
- 2016 :
  - Little boxes, Openwalls gallery, Berlin (Allemagne)
  - Everyday life Circus, Openspace Gallery, Paris
- 2017 :
  - Blue Note, Le cabinet d'amateur, Paris
  - Undercover, Galerie Géraldine Zberro, Paris
  - Paper Jam, Joël Knafo Gallery, Urban art fair, New York (États-Unis)
  - Nobodies, Galerie Brugier-Rigail, Paris
- 2018 :
  - Libre échange, Carme, Brescia (Italie)
  - La grande gaité, maison Elsa Triolet - Aragon, Saint-Arnoult-en-Yvelines
- 2019 :
  - Le Mur Èpinal (Installation), MUR#17, Èpinal
  - Ensemble, Galerie Joël Knafo, Paris
  - Ellipses, Galerie Openspace, Paris
- 2020 :
  - Courage Fuyons!, Mazel Gallery, Bruxelles (Belgique)
- 2021 :
  - Hubris, Artcan gallery, Marseille
  - Pantomime, Centre culturel Arc-en-ciel, Lievin
  - L'incertitude, Atelier d'Estienne, Pont-Scorff
  - Concrete jungle, Galerie Openspace, Paris[10]
- 2022 : Let's get lost, Dorothy circus gallery, Londres (Angleterre)

### Principales expositions et événements collectifs
- 2013 :

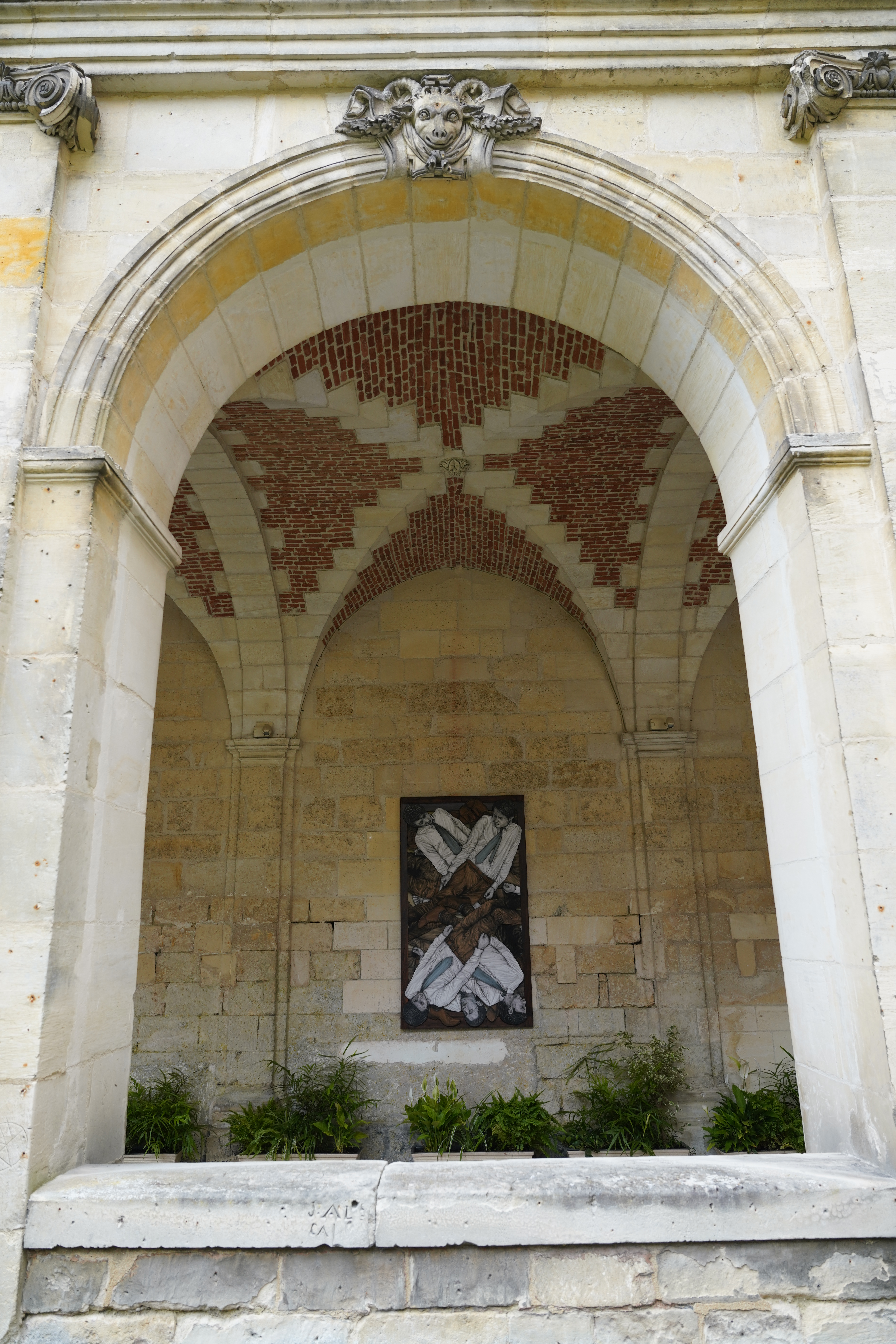
Participation à Laon.

  - Opus délit Show, Espace Pierre Cardin, Paris
  - Black/Blanc, Le cabinet d'amateur , Paris
  - Small is beautifull, Le cabinet d'amateur, Paris
  - Collective street, Le cabinet d'amateur, Paris
  - Corps à corps, Le cabinet d'amateur, Paris
  - Bestiarium Urbanus, Le cabinet d'amateur, Paris
- 2014 :
  - Vis à vis, Le cabinet d'amateur, Paris
  - Paysages intérieurs, duo avec Pascal Vilcollet, Galerie Géraldine Zberro, Paris
  - Figures, Joël Knafo art Gallery, Paris
  - Abomey-Paris-Abomey, Salon Marboeuf, Paris
  - Dali fait le mur,  espace Dali, Paris
  - Nuart, Stavanger (Norvège)
  - Collective street 2, Le cabinet d'amateur, Paris
  - Keep calm and love street art, Galerie Géraldine Zberro, Paris
  - Croix rouge, maison de vente Fauve, Paris
  - Memorie Urbane, Gaëta (Italie)
  - Collective exhibition, Kirk Gallery, Aalborg (Danemark)
  - Wall street, Bastille design center, Paris
  - Project M3, musée Urban nation, Berlin (Allemagne)
  - Singapore Art Stage, Art fair, Singapour (SG)
  - 1,2,3 Enfance, Space Pierre Cardin, Paris
  - Home street home, Montpellier
- 2015 :
  - Art Résidence - Gare du Nord, Gare du Nord, Quai 36, Paris[11],[12]
  - Grand Opening, Galerie Openspace, Paris
  - 8e Avenue, Galerie Brugier-Rigail, Paris
  - Strange is beautifull, Galerie Géraldine Zberro, Paris
  - Street fans, Musée de l'Éventail, Paris
  - Zoo, Le cabinet d'amateur, Paris
  - Le noir est une couleur, Joel Knafo art gallery, Paris
  - Cheap, Bologne (Italie)
  - Different strokes, George town, Penang (Malaisie)
  - DRAWING NOW, salon, Paris
  - Urban Art, Artcurial, Paris
  - Bestiaire, Le Paris urbain, Paris
- 2016 :
  - A vos souhaits, Le cabinet d'amateur, Paris
  - Seven to Five, Art Five Gallery, Marseille
  - Into the woods, La popartiserie, Strasbourg (FR) (6 décembre)
  - Va et viens, duo avec Philippe Hérard, Galerie Joël Knafo, Paris
  - KIAF 2016, Galerie Brugier-Rigail, Séoul (Corée)
  - Le grand 8 de l'art urbain, La réserve, Malakoff
  - Street art Paradise, Galerie Géraldine Zberro, Paris
  - Conversations, duo avec Philippe Hérard, Le cabinet d'amateur, Paris
  - Union, Station 16 Gallery, Montréal (Canada)
  - Recto-Verso, duo avec Zenoy, Galerie Géraldine Zberro, Paris
  - Du noir au blanc, Le cabinet d'amateur, Paris
- 2017 :
  - Searching for surfaces, Vertical Gallery, Chicago (États-Unis)
  - Street Fans, The fan museum, London (Angleterre)
  - ST-ART, Art fair, La popartiserie Gallery, Strasbourg
  - YA!, Art fair, Galerie Joël Knafo, Le Carreau du Temple, Paris
  - A/Z, Le cabinet d'amateur, Paris
  - MAUSA street festival, Les Forges de Baudin, Jura
  - K-Live, Festival, Sète
  - Urban artwood, Joël Knafo gallery, Paris
  - Urban art fair, Le Carreau du Temple, Paris
  - Urban art Biennale, Völklinger Hütte (Allemagne)
  - The Crystal Ship, Festival, Ostende (Belgique)
  - Cox Crew, Cox Gallery, Bordeaux
- 2018 :
  - From the streets, Mazel Gallery, Bruxelles (Belgique)
  - 7to5, Art five gallery, Marseille
  - Strokar inside, Bruxelles (Belgique)
  - Festival des Libertés, Bruxelles (Belgique)
  - Summer show, galerie Martine Ehmer, Bruxelles (Belgique)
  - Okolo/Around, festival, Zagreb (Croatie)
  - Duos, Le cabinet d'amateur gallery, Paris
  - Mausa Vauban, Neuf-Brisach
  - Decked Out, Nuart Gallery, Stavanger (Norvège)
  - Urban art fair, Art fair, Paris
  - Group show, Galerie Hegemann, Munich (Allemagne)
  - Roads, festival, Orléans
  - Art up, salon d'art contemporain, galerie Joël Knafo, Lille
- 2019 :
  - NU, Le cabinet d'amateur, Paris
  - Triangle, Artcan Gallery, Marseille
  - Murs, Huberty & Briene Gallery, Bruxelles (Belgique)
  - Start, Mazel Galerie, Strasbourg
  - Art Elysées, Galerie Openspace, Paris
  - Moniker, art fair, Londres (Angleterre)
  - This is not a zoo, Los Silos, Tenerife (Espagne)
  - Street art miniature, Le cabinet d'amateur, Paris
  - Luxor Factory, Residence, Street art miniature, Le Locle (Suisse)
  - MS Artville, Festival, Hambourg (Allemagne)
  - Artichoke, Festival, Estavayer-le-Lac (Suisse)
  - Conquête urbaine, Musée des Beaux-Arts de Calais, Calais
  - Urban art fair, Art fair, Paris
  - Mother and child, Dorothy Circus Gallery, Londres (Angleterre)
- 2020 :
  - Comme une foire à la galerie, Galerie Joël Knafo, Paris
  - Street summer show, le cabinet d'amateur, Paris
  - Collective breakaway, Galerie Very Yes, Saint-Pierre de la Réunion
  - Polyphonissima, Galerie Joël Knafo, Paris
  - Ensemble, Galerie Openspace, Paris
  - Art urbain, Le Comœdia, Brest
  - Walls, Urban spree gallery, Berlin (Allemagne)
  - La 101, ADDA Gallery, Paris
- 2021 :
  - Collect'or, le cabinet d'amateur, Paris
  - Retrouvailles, le cabinet d'amateur, Paris
  - Correspondances, le cabinet d'amateur, Paris
  - Break that wall, Mazel Gallery, Bruxelles (Belgique)
- 2022 :
  - Capitale(s) : 60 ans d'art urbain à Paris, Hôtel de Ville de Paris[13]
  - Playground, collective, Mazel Galerie, Bruxelles (BE)
  - Autoportrait imaginaire, collective, le cabinet d'amateur, Paris (FR)
  - Excelsior, Mazel Galerie, Bruxelles (Belgique)
  - Silk Road, Dorothy Circus Gallery, Tokyo (Japon)
  - Urban art fair, Mazel galerie, Paris
  - Street art, Le Comœdia, Brest
  - District 13, Mazel galerie, Paris
- 2024 : Exposition à la bibliothèque de Laon.